# Словозрости
Словозрости, об'єднання двох або більше слів в одну нову лексично-наголосову одиницю, що з формально-граматичного й семантичного погляду стає окремим словом (со́нтрава, пото́йбік, Святве́чір). Продуктивним засобом народився-мовного іменникового словотвору с С. з формою наказового способу дієслів у першій частині (перекоти́поле, попсу́ймайстер, скачи́борозда ’землемір’), часто із знецінювально-емоційним забарвленням і напівреченневим характером сполуки обох лексем (наприклад, приший-кобилі-хвї́ст). Вони виникли із словоскладень типу Мстисла́в (первісну основу іменника мьсть, *мьсти- інтерпретовано як наказовий спосіб дієслова мьстити ’мститися’).